# Fryszowanie
Fryszowanie (Proces fryszerski; niem. frischen – odświeżać, świeżyć) – dawny sposób świeżenia surówki żelaza w piecach, zwanych fryszerkami.
Proces ten polegał na utlenianiu zawartych w surówce domieszek (węgla, siarki, fosforu, krzemu, manganu i in.). Początkowo prowadzono go w wylepionych gliną ogniskach, z czasem w specjalnych piecach w formie skrzyń (zwykle wyłożonych żelaznymi płytami), wypełnionych węglem drzewnym, do których z boku dyszami wdmuchiwano powietrze w celu uzyskania odpowiednio wysokiej temperatury. Po zakończeniu procesu żelazo tworzyło kawały bezkształtnej, dość niejednolitej masy, które po wyjęciu z pieca poddawano kilkakrotnemu kuciu w celu usunięcia żużlowych wtrąceń i uzyskania oczekiwanej konsystencji wyrobu.
Stosowane od XIII w., w XVIII–XIX w. zostało wyparte przez bardziej wydajny proces pudlarski.